# Ein Sommer in Long Island
Ein Sommer in Long Island ist ein deutscher Fernsehfilm von Sibylle Tafel aus dem Jahr 2009. Der melodramatische Liebesfilm mit Petra Schmidt-Schaller, Max von Thun und Marc Hosemann in den Hauptrollen wurde fürs ZDF produziert, lief am 14. Oktober 2009 erstmals auf ORF 2 und am 18. Oktober 2009 als ZDF-Sonntagsfilm im Abendprogramm. Es handelt sich um die erste Folge der Filmreihe Ein Sommer in …, die an wechselnden Schauplätzen der Welt spielt.

## Handlung
Die junge Gartenarchitektin Holly trifft beim Joggen mit ihrer Bulldogge Hudson auf den wohlhabenden Immobilienunternehmer Nick. Die beiden verabreden sich und verlieben sich ineinander. Nicks Halbbruder Ben, ein introvertierter Schriftsteller, kommt nach Long Island, um seinen gerade verstorbenen Vater zu beerdigen und die Zukunft dessen Hauses zu regeln. Ohne von ihrer Beziehung zu Nick zu wissen, beauftragt Ben Holly mit der Pflege des verwilderten Gartens. Als Nick zu Besuch kommt, gesteht Ben ihm, dass er sich in Holly verliebt hat, die inzwischen in sein leer stehendes Gartenhaus eingezogen ist. Nick verschweigt ihm seine Beziehung zu Holly weiter, setzt jedoch Holly von Bens Gefühlen in Kenntnis. Als Nick erfährt, dass Ben an Leukämie erkrankt ist, fordert er Holly auf, vorübergehend eine Beziehung mit Ben aufzunehmen, damit dieser neue Hoffnung für seine Therapie gewinnt. Holly ist von der Idee zunächst nicht begeistert und möchte das Verhältnis zu Ben auf freundschaftlicher Basis halten, doch bei einem Aufenthalt in Bens Strandhaus kommen sich die beiden näher.
Nick bietet sich als Knochenmarkspender für seinen Bruder an. Nach der Knochenmarktransplantation unterstützt Holly Ben mit ihren Besuchen während der Zeit seiner Isolation im Krankenhaus. Nach seiner Genesung hält Ben um Hollys Hand an und beide heiraten. Während der Hochzeitsfeier erfährt Ben von Nicks und Hollys Beziehung und ihrer Abmachung. Ben flieht daraufhin. Nick spürt ihn im Hafen auf, wo es zu einer schlagkräftigen Aussprache kommt, bei der Nick Ben vorwirft, Holly das Herz gebrochen zu haben. Ben verlässt den Hafen im Segelboot, doch schließlich kehrt er zu Holly zurück.
In einer Nebenhandlung freundet sich Hollys Bekannte Joy, alleinerziehende Mutter von drei Kindern, wieder mit ihrem alten Studienkollegen an, dem Buchhändler Carl.

## Produktion

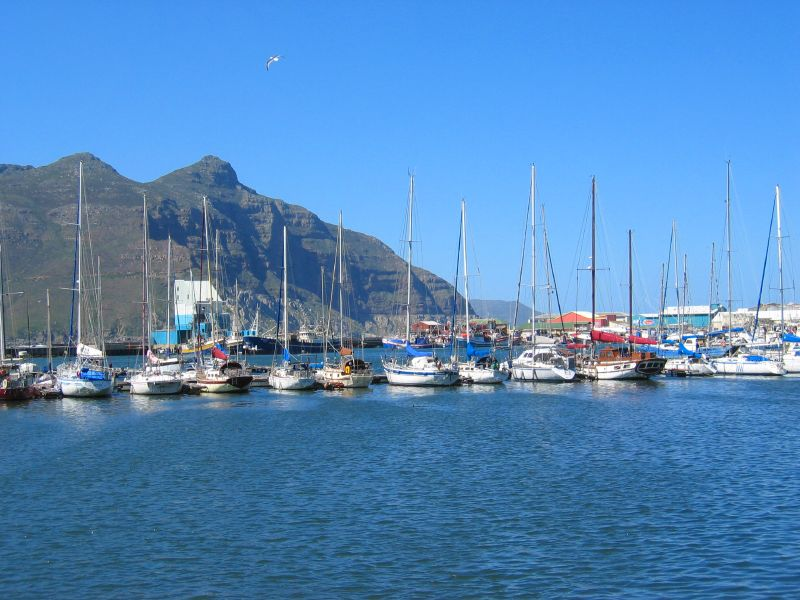
Im Yachthafen von Hout Bay bei Kapstadt wurde der Streit zwischen Nick und Ben gefilmt

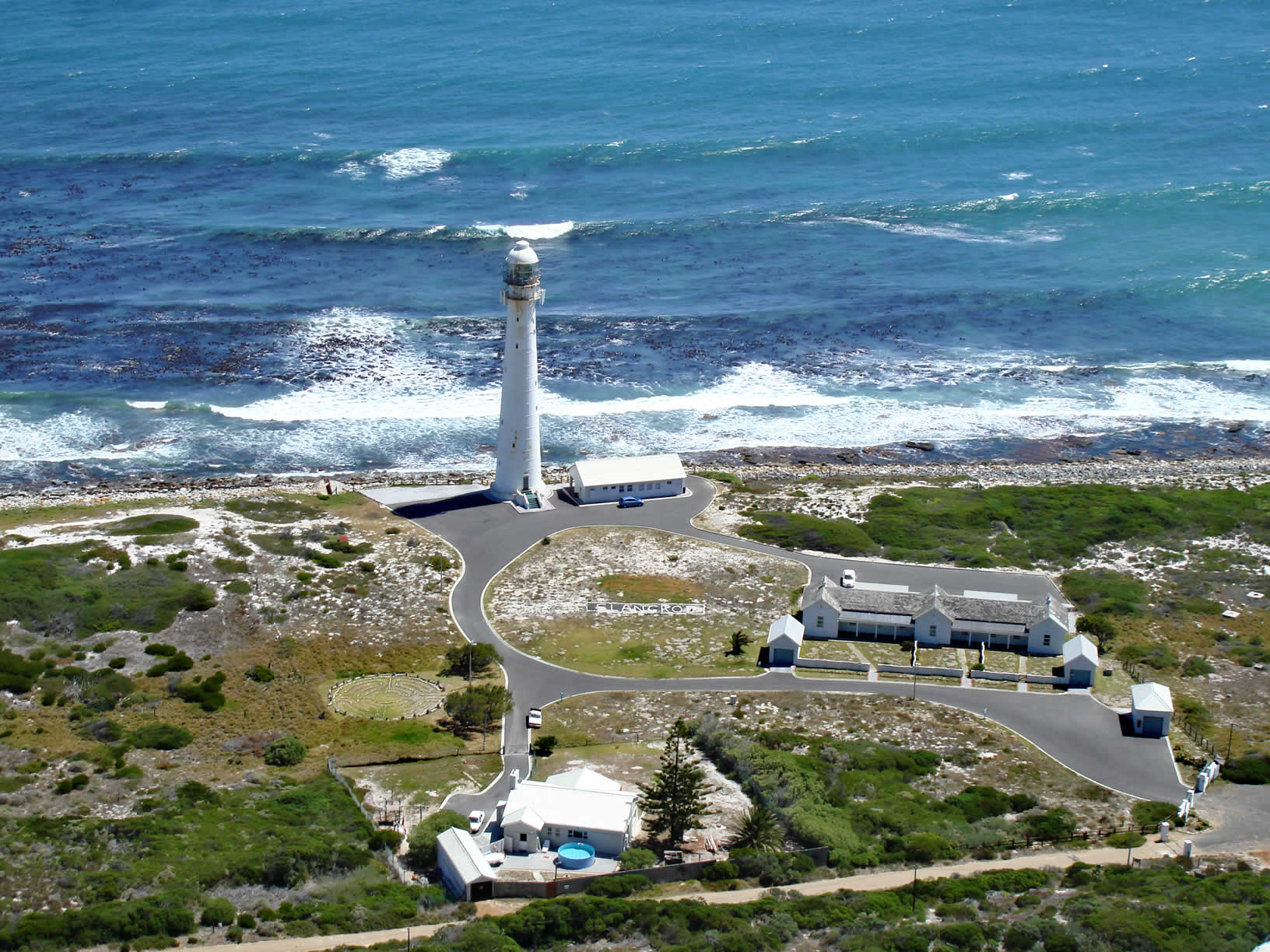
Slangkop Lighthouse bei Kommetjie, Südafrika

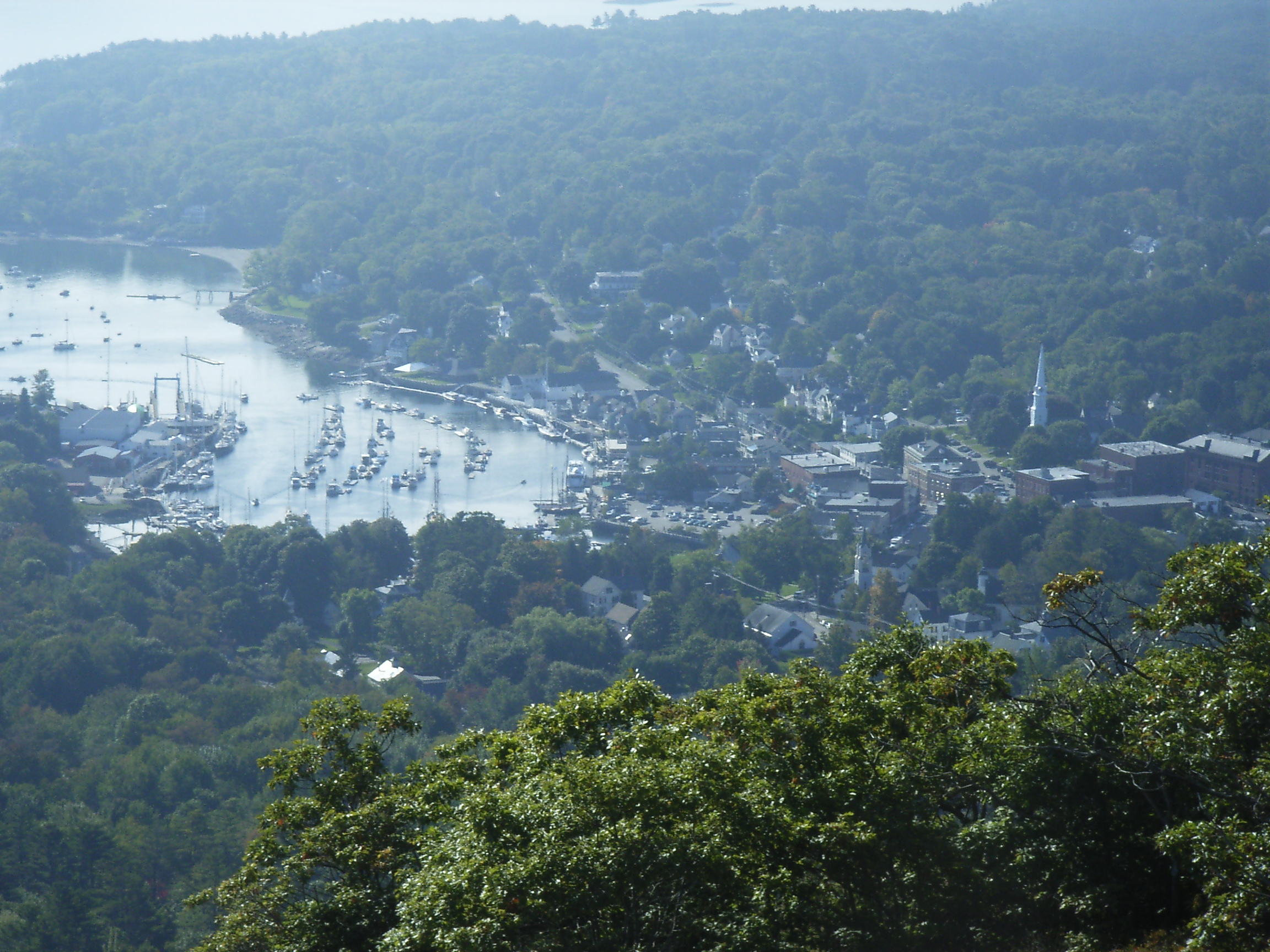
Der Hafen von Camden (Maine) ist in zwei Luftaufnahmen zu sehen

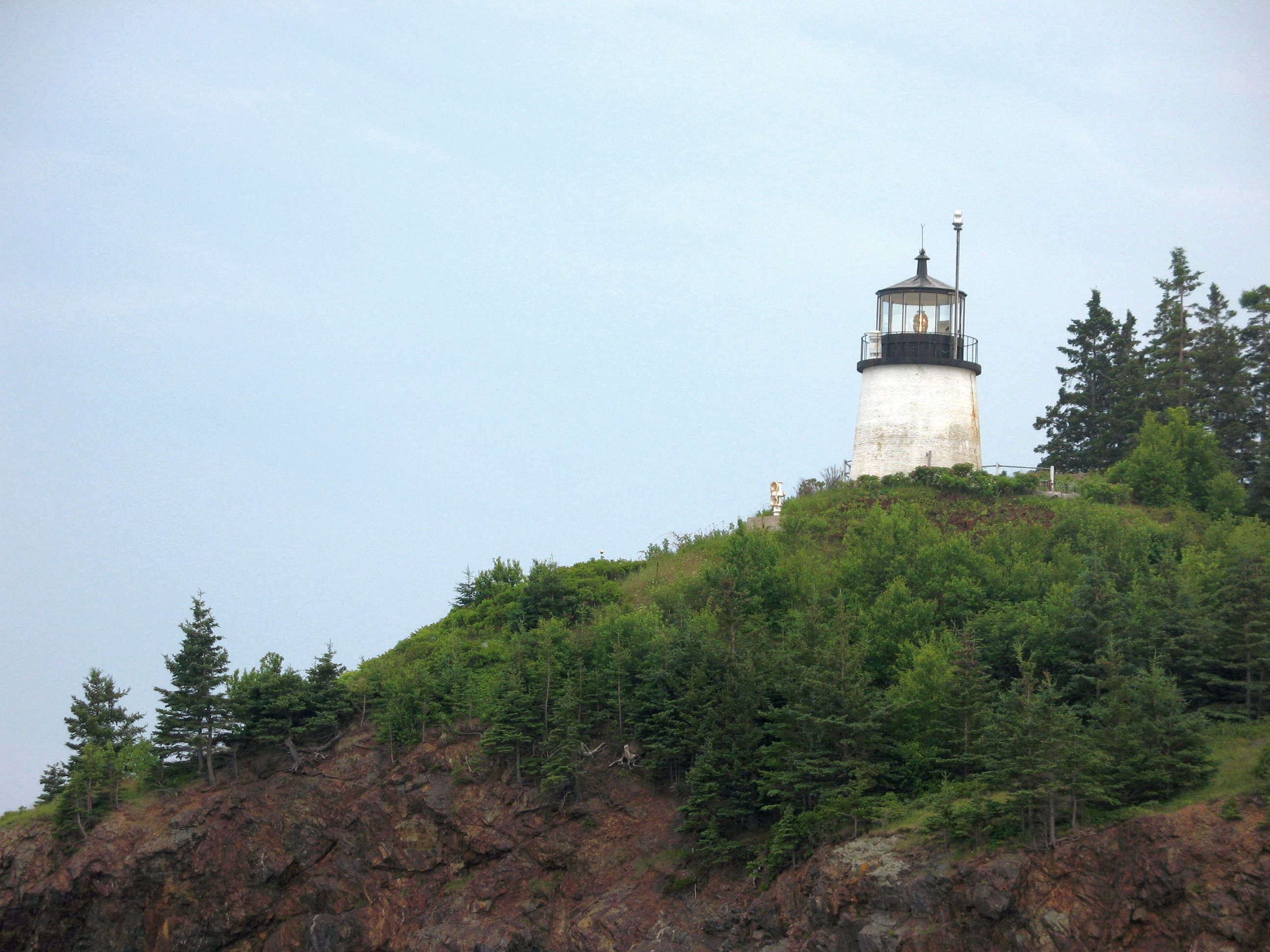
Der Leuchtturm Owl's Head Light in Knox County (Maine) ist kurz vor dem Filmende im Bild

Ein Sommer in Long Island ist eine Produktion von teamWorx und entstand mit deutschem und südafrikanischem Beteiligten. Auch einige der darstellerischen Nebenrollen wurden an südafrikanische Schauspieler vergeben. Der Hund Hudson wird vom Englische-Bulldogge-Mischling Bruno dargestellt und entstammt einer deutschen Filmtierschule. Das Tier war bereits zuvor in mehreren Filmen aufgetreten, darunter Hunde haben kurze Beine und Da kommt Kalle.

### Drehorte
Die Spielszenen wurden unter dem Arbeitstitel Ein Sommer in Neu England von Ende Januar bis Ende Februar 2009 in der südafrikanischen Metropole Kapstadt und Umgebung gedreht. Als Drehorte zu sehen sind neben dem Stadtzentrum von Kapstadt (unter anderem mit Nicks Immobilienbüro) der Hafen von Hout Bay, der Strand von Kommetjie (beides auf der Kap-Halbinsel) sowie Straßenszenen aus Wynberg und Stellenbosch. Dem Arbeitstitel entsprechend ist das Szenenbild auf Neuengland im äußersten Nordosten der USA eingerichtet: Die Autos tragen Kennzeichen von Maine, Arzt und Klinik haben Adressen in Portland (Maine). Zwischen die in Südafrika gedrehten Spielszenen und Landschaften wurden einige Landschaftsaufnahmen aus Neuengland geschnitten. So ist kurz die Skyline von Boston zu sehen, zwei Luftaufnahmen des Hafens von Camden (Maine) sowie Leuchttürme in Maine (Two Bush Island Light, Owl's Head Light) und Rhode Island (Beavertail Lighthouse auf Conanicut Island). Auch zwei südafrikanische Leuchttürme werden gezeigt, Slangkop Lighthouse bei Kommetjie und Danger Point Lighthouse bei Gansbaai, jedoch keiner aus dem im US-Bundesstaat New York gelegenen, in der Sendeversion des Films titelgebenden Handlungsort Long Island.
Der zweite Film derselben ZDF-Reihe wurde von teamWorx mit anderen Beteiligten wenig später ebenfalls in Kapstadt gedreht. Er trägt, dem Drehort entsprechend, den Titel Ein Sommer in Kapstadt.

### Soundtrack
Der instrumentale Soundtrack von Karim Sebastian Elias wird ergänzt durch Songs bekannter Interpreten. Als Titelmusik erklingt Van Morrisons Days Like This, während der Hochzeitsfeier ist Foolproof von Ron Sexsmith zu hören, zum Abspann wie auch bereits früher im Film Ray Charles und Van Morrison im Duett mit dem Titel Crazy Love.

## Veröffentlichung
Bei der Ausstrahlung innerhalb der Sonntagsfilm-Herzkino-Reihe am 18. Oktober 2009 sahen 4,64 Millionen Zuschauer bei Ein Sommer in Long Island zu. Dies bedeutete 12,8 Prozent Marktanteil und Platz fünf in der Tageswertung. Bei den 14- bis 49-Jährigen kam die Sendung mit 0,71 Mio. Zuschauern auf 4,6 % Marktanteil. Die Wiederholung auf dem gleichen ZDF-Sendeplatz am 29. Juli 2012 erbrachte mit 5,22 Millionen Zuschauern und 16,3 Prozent Marktanteil eine größere Beteiligung als die Erstausstrahlung.
Im Juni 2011 erschien Ein Sommer in Long Island bei Edel Germany GmbH als einzelne Kauf-DVD sowie innerhalb einer Dreier-DVD-Box zusammen mit den Filmen Ein Sommer in Kapstadt und Ein Sommer in Marrakesch.

## Kritik
Die Fernsehzeitschrift TV Spielfilm fand im Film die „Standardverwicklungen“: „Erst mit etwas Humor - aber dann setzt es den entscheidenden, bösen Schicksalsschlag!“ und zog das Fazit: „Sonntag wie jeder andere beim ZDF“. Ausführlicher befasste sich das zum Märkischen Zeitungsverlag gehörende Nachrichtenportal come-on.de mit dem Film. Hervorgehoben werden die beeindruckenden Landschaftsaufnahmen, der für sommerliche Stimmung sorgende Soundtrack und die komödiantischen Einlagen durch Hollys Bulldogge. Dagegen wirkten „viele Szenen langatmig und fad“ und die sich entwickelnden Liebesgeschichten wirkten bisweilen etwas unglaubwürdig, was vor allem der mangelnden Emotionalität und Tiefe der männlichen Hauptdarsteller zuzuschreiben sei. Petra Schmidt-Schaller dagegen überstrahle ihre männlichen Kollegen regelrecht und spiele die aufgeweckte Holly mit sichtbarer Freude. Letzteres sieht Tilmann P. Gangloff auf Kino.de ähnlich, der allerdings betont, dass die perfekte Besetzung der drei Hauptdarsteller „den Film deutlich über den Durchschnitt der Sonntagsmelodramen im ZDF“ hebe. Der Kritiker Rainer Tittelbach lobt neben dem Trio der Hauptdarsteller die Kameraarbeit und den „großartige[n] Flow“. Er sieht das „geschmackvolle Sommer-Movie“ als „ästhetische[s] Versprechen“ auf einen Paradigmenwechsel bei dem „im altbackenen Pilcher-Seich dahindümpelnden Genre“ des TV-Melodrams.